# Jackson Rotrax

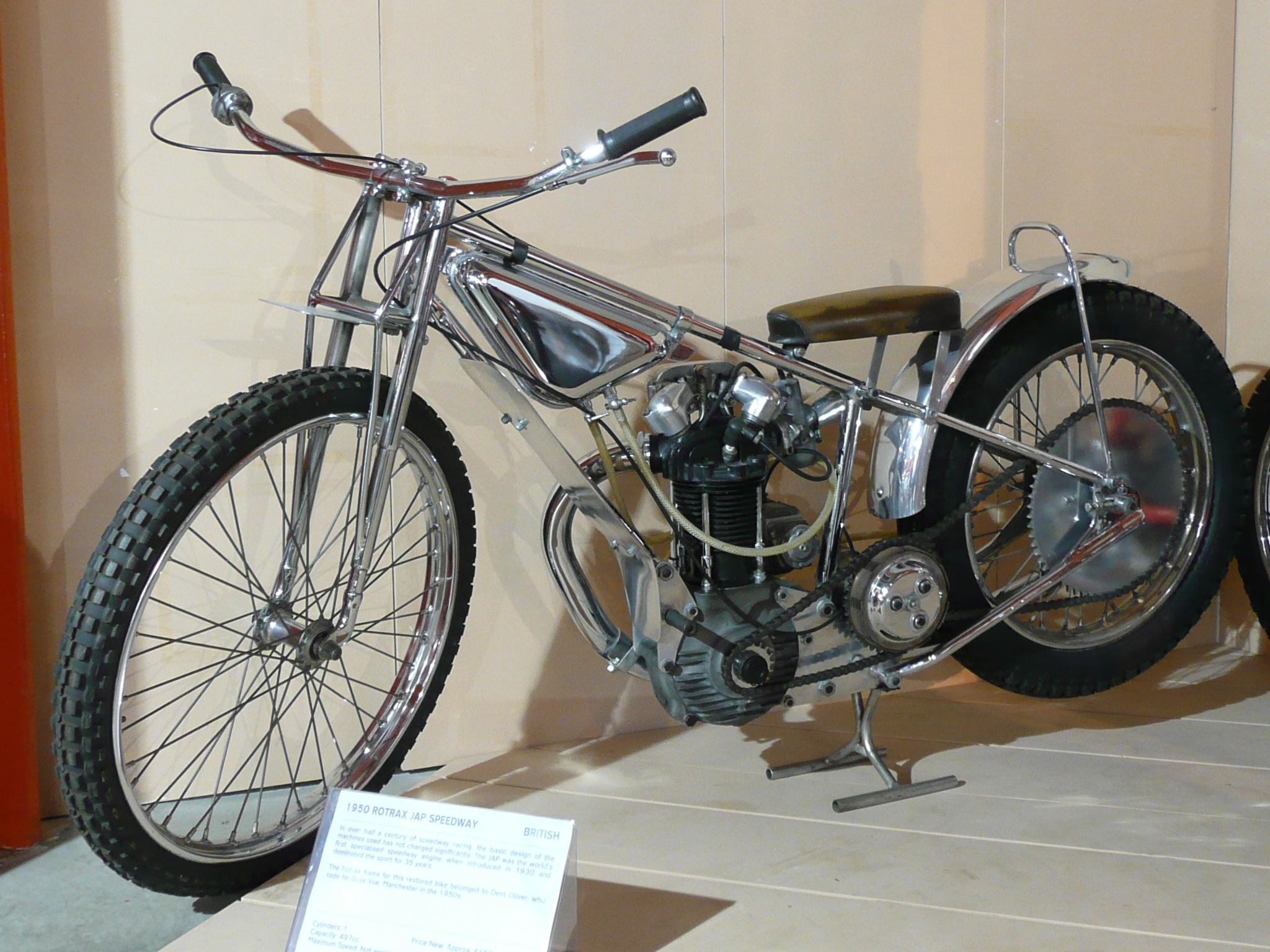
Jackson Rotrax JAP Speedway uit 1950 in het National Motor Museum Monorail in Beaulieu.

Jackson Rotrax is een Brits historisch merk van speedway-motorfietsen.
De bedrijfsnaam was: Alec Jackson, Speedway motorcycles, Motor-Export Ltd., London.
Alec Jackson was een bekende speedwaycoureur, die speedway-motoren met speciale JAP-blokken bouwde. Hij had daartoe (waarschijnlijk in 1957) de naam JAP gekocht. JAP ging in dat jaar op in Villiers en maakte alleen nog industriële motoren. De productie van Jackson Rotrax liep van 1949 tot 1966. Dat was mogelijk omdat de JAP-kopklepmotoren, hoewel al heel lang uit productie, nog steeds populair waren bij de speedwaycoureurs.